# Lijst van Mariospellen op systeem
Hieronder staat de complete lijst van Mariospellen, gerangschikt op spelsysteem.

## Nintendo Entertainment System
- Dr. Mario
- Donkey Kong
- Mario & Yoshi
- Mario Bros.
- Mario is Missing!
- Mario's Time Machine
- Super Mario Bros.
- Super Mario Bros. 2
- Super Mario Bros. 3

## Super Nintendo Entertainment System
- Mario & Wario
- Mario is Missing!
- Mario Paint
- Mario's Super Picross
- Mario's Time Machine
- Super Mario All-Stars
- Super Mario Kart
- Super Mario RPG: Legend of the Seven Stars
- Super Mario World
- Super Mario World 2: Yoshi's Island

## Nintendo 64
- Dr. Mario 64
- Mario Artist
- Mario Golf
- Mario Kart 64
- Mario Party
- Mario Party 2
- Mario Party 3
- Mario Tennis
- Super Mario 64
- Super Smash Bros.

## Nintendo GameCube
- Dancing Stage: Mario Mix
- Luigi's Mansion
- Mario Golf: Toadstool Tour
- Mario Kart: Double Dash!!
- Mario Party 4
- Mario Party 5
- Mario Party 6
- Mario Party 7
- Mario Power Tennis
- Mario Superstar Baseball
- Paper Mario: The Thousand-Year Door
- Mario Smash Football
- Super Mario Sunshine
- Super Smash Bros. Melee

## Game Boy
- Donkey Kong
- Dr. Mario
- Game & Watch Gallery
- Mario's Picross
- Super Mario Land
- Super Mario Land 2: 6 Golden Coins
- Wario Land: Super Mario Land 3

## Game Boy Color
- Game & Watch Gallery 2
- Game & Watch Gallery 3
- Mario Tennis
- Super Mario Bros. Deluxe

## Game Boy Advance
- Game & Watch Gallery Advance
- Mario & Luigi: Superstar Saga
- Mario Golf: Advance Tour
- Mario Kart: Super Circuit
- Mario Party Advance
- Super Mario Ball
- Mario Power Tennis
- Mario vs. Donkey Kong
- Super Mario Advance
- Super Mario World: Super Mario Advance 2
- Super Mario World 2: Yoshi's Island
- Super Mario Advance 4: Super Mario Bros. 3

## Nintendo DS
- Super Mario 64 DS
- WarioWare: Touched!
- Yoshi Touch & Go
- Yakuman DS
- Super Princess Peach
- Mario Kart DS
- Mario & Luigi: Partners in Time
- Tetris DS
- New Super Mario Bros.
- Mario Slam Basketball
- Game & Watch Collection
- Yoshi's Island DS
- Mario vs. Donkey Kong 2: March of the Minis
- Itadaki Street DS
- Mario Party DS
- Mario & Sonic op de Olympische Spelen
- WarioWare: Do It Yourself
- Game & Watch Collection 2
- Mario & Luigi: Bowser's Inside Story
- Mario vs. Donkey Kong: Mini-land Mayhem!
- Mario & Sonic op de Olympische Winterspelen
- Balloon Trip
- Mario's Face

## Wii
- Super Paper Mario
- Mario Strikers Charged Football
- Mario Party 8
- Super Mario Galaxy
- Mario & Sonic op de Olympische Spelen
- Super Smash Bros. Brawl
- Mario Kart Wii
- Mario Super Sluggers
- Mario & Sonic op de Olympische Winterspelen
- New Super Mario Bros. Wii
- Super Mario Galaxy 2
- Mario Sports Mix
- WarioWare Smooth Moves
- Wario Land: Shake It!
- Captain Rainbow
- Mario Power Tennis
- Super Mario All-Stars
- Mario & Sonic op de Olympische Spelen: Londen 2012
- Fortune Street
- Mario Party 9

## Nintendo 3DS
- Super Mario 3D Land
- Mario Kart 7
- Mario & Sonic op de Olympische Spelen: Londen 2012
- Mario Tennis Open
- New Super Mario Bros. 2
- Paper Mario Sticker Star
- Luigi's Mansion 2
- Mario & Luigi: Dream Team Bros.
- Mario Golf: World Tour
- Mario Party: Island Tour
- Yoshi's New Island
- Super Smash Bros. for Nintendo 3DS

### Nintendo 3DS eShop
- Pullblox
- Mario and Donkey Kong: Minis on the Move
- Mario Vs. Donkey Kong: Tipping Stars

## Wii U
- New Super Mario Bros. U
- Nintendo Land
- Game & Wario
- New Super Luigi U
- Mario & Sonic op de Olympische Winterspelen: Sotsji 2014
- Super Mario 3D World
- Mario Kart 8
- Super Smash Bros. for Wii U
- Mario VS. Donkey Kong: Tipping Stars
- Yoshi's Woolly World
- Dr. Luigi
- Super Mario Maker
- Paper Mario: Color Splash
- Mario & Sonic op de Olympische Spelen: Rio 2016
- Mario Tennis: Ultra Smash
- Mario Party 10

## Nintendo Switch
- Super Mario Odyssey
- Mario + Rabbids Kingdom Battle
- Mario Kart 8 Deluxe
- New Super Mario Bros. U Deluxe
- Super Mario Maker 2
- Mario & Sonic op de Olympische Spelen: Tokio 2020